# 北キプロスの大統領
北キプロスの大統領（きたキプロスのだいとうりょう、トルコ語: Kuzey Kıbrıs Türk Cumhuriyeti Cumhurbaşkanı）は、北キプロス・トルコ共和国の元首たる大統領である。

## 概要
北キプロスは半大統領制をとる共和国であり、行政権は大統領と首相が分担して行使する。大統領は国民の直接選挙により選出され、任期は5年である。

## 大統領の一覧
| キプロス連邦トルコ人共和国 (1975-1983) |                                           |        |                      |                         |                                |                                  |                               |
| 代                                     | 大統領                                    | 大統領 | 所属政党             | 期                      | 在任期間                       | 在任期間                         | 備考                          |
| 001                                    | ラウフ・デンクタシュ Rauf Denktaş         |        | 国民統一党 （UBP）   | 1                       | 1975年2月13日 - 1976年         | 8年 + 275日                      |                               |
| 001                                    | ラウフ・デンクタシュ Rauf Denktaş         | 2      | 国民統一党 （UBP）   | 1976年 - 1981年         |                                | 8年 + 275日                      |                               |
| 001                                    | ラウフ・デンクタシュ Rauf Denktaş         | 3      | 国民統一党 （UBP）   | 1981年 - 1983年11月15日 | 国家独立                       | 8年 + 275日                      |                               |
| 北キプロス・トルコ共和国 (1983-現在)   |                                           |        |                      |                         |                                |                                  |                               |
| 代                                     | 大統領                                    | 大統領 | 所属政党             | 期                      | 在任期間                       | 在任期間                         | 備考                          |
| 0(1)                                   | ラウフ・デンクタシュ Rauf Denktaş         |        | 国民統一党 （UBP）   | 1                       | 1983年11月15日 - 1985年        | 6年 + 120日                      |                               |
| 0(1)                                   | ラウフ・デンクタシュ Rauf Denktaş         | 2      | 国民統一党 （UBP）   | 1985年 - 1990年3月15日  | 任期満了前に辞任               | 6年 + 120日                      |                               |
| 00－                                   | ハッキ・アトゥン Hakkı Atun               | 2      |                      | 民主党 （DP）           | 1990年3月15日 - 1990年4月25日  | 41日                             | 大統領代行 （共和国議会議長） |
| 0(1)                                   | ラウフ・デンクタシュ Rauf Denktaş         |        | 国民統一党 （UBP）   | 3                       | 1990年4月25日 - 1995年4月      | 14年 + 364日 （計 21年 + 119日） |                               |
| 0(1)                                   | ラウフ・デンクタシュ Rauf Denktaş         | 4      | 国民統一党 （UBP）   | 1995年4月 - 2000年4月   |                                | 14年 + 364日 （計 21年 + 119日） |                               |
| 0(1)                                   | ラウフ・デンクタシュ Rauf Denktaş         | 5      | 国民統一党 （UBP）   | 2000年 - 2005年4月24日  |                                | 14年 + 364日 （計 21年 + 119日） |                               |
| 002                                    | メフメト・アリ・タラート Mehmet Ali Talat |        | 共和トルコ党 （CTP） | 6                       | 2005年4月24日 - 2010年4月23日  | 4年 + 364日                      |                               |
| 003                                    | デルヴィシュ・エロール Derviş Eroğlu      |        | 国民統一党 （UBP）   | 7                       | 2010年4月23日 - 2015年4月30日  | 5年 + 7日                        |                               |
| 004                                    | ムスタファ・アクンジュ Mustafa Akıncı     |        | 共同民主党 （TDP）   | 8                       | 2015年4月30日 - 2020年10月23日 | 5年 + 176日                      |                               |
| 005                                    | エルシン・タタール Ersin Tatar            |        | 国民統一党 （UBP）   | 9                       | 2020年10月23日 - （現職）      | 4年 + 140日                      |                               |